# 서재우 (1868년)
서재우(徐載雨, 1869년 9월 5일 ~ 1905년 1월 24일)는 조선 시대 후기의 문신이며 대한제국의 관료 겸 정치인이다.

## 생애
본가인 충청도 논산에서 출생하였고 전라도 금산에서 잠시 유아기를 보낸 적이 있으며 어머니의 친정인 전라도 보성에서 성장한 그는 영조정비 정성왕후의 친정 종6대손으로, 갑신정변 당시 정변군 지도자였던 서재필과 서재창의 친동생이며, 서광범에게는 13촌 조카가 된다. 본관은 대구(大邱)이며, 아명(兒名)은 서재효(徐載涍)·서재우(徐載愚)이고 자(字)는 효산(涍汕)이다.
갑신정변 당시 아버지 서광효, 이복형 서재형 등은 연좌제에 의해 살해되었고 첫째형 서재춘은 투옥되었다가 자살하였으며, 셋째형 서재창은 참형되었고 어머니 성주 이씨 부인과 둘째형수(서재필의 부인) 광산 김씨 부인 역시 음독 자살하였다. 당시 서재우도 처형될 위기에 놓였으나 나이가 어리다는 이유로 사형은 모면하고 대신 투옥되었다. 한편 친형 서재춘의 아들들 중 서영석은 유모가 빼돌려서 기적적으로 목숨을 구했다 한다. 후일 갑신정변 관련자들이 복권되면서 그도 같이 사면 복권되어, 이후 과거에 급제하여 관직에 올라 충청도 면천군 군수에 이르렀다.
1904년 4월 4일에는 호서 지역과 호남 지역에 출몰하는 도적떼를 잡을 때, 당시 의정부 참정(議政府 參政)이었던 조병식(趙秉式)의 건의에 적용되어 집포관(戢捕官)의 일원으로 특별 임명되었다. 그해 5월 영릉(英陵)과 영릉(寧陵)의 주산 줄기 아래 산 사태가 난 곳을 보충하여 쌓을 때 공사에 참여하였다.
1905년 을사늑약 체결 직전에 완전히 관직 일선 자체에서 물러나 이후 전라도 금산 초야에서 농사 등으로 소일하며 지내다가 1905년 1월 24일에 일제 강점기 조선 전라도 금산에서 위장병으로 인하여 향년 37세로 병사하였다.
묘소는 충청남도 금산군 남이면 심천리 산 남쪽 언덕 경좌에 안장되었으며, 후에 부인 안동 권씨와 합장되었다.

## 가족 관계
- 아버지 : 서광효(徐光孝, 1800년 8월 22일 ~ 1884년 12월 19일(음 11월 2일)), 자는 성규(聖規), 아명(兒名)은 서광언(徐光彦)
- 어머니(전모): 안동 권씨 부인(安東 權氏 夫人, 1807년 ~ 1840년)
  - 이복 누나 : 대구 서씨 부인(大邱 徐氏 夫人, 1824년 ~ 1877년) - 갑신정변 이전에 이미 결혼하였으므로 연좌제를 면할 수 있었다.
  - 이복 자형 : 정해은(鄭海殷, 1826년 ~ 1873년, 본관은 연일).
- 어머니(생모) : 성주 이씨(星州 李氏, 1830년 ~ 1884년 12월 19일(음 11월 2일))
  - 첫째형 : 서재춘(徐載春, 1859년 3월 4일 ~ 1888년 9월 5일, 갑신정변으로 감옥에서 자살)
  - 첫째형수 : 은진 송씨(1860년 ~ 1916년 2월 14일)
  - 둘째형 : 서재필(徐載弼, 1864년 1월 4일 ~ 1951년 1월 5일)
  - 둘째형수 : 경주이씨(慶州李氏, 1860년 ~ 1880년(?))
  - 둘째형수 : 광산김씨(光山金氏, 1862년 ~ 1885년 1월 12일, 갑신정변으로 음독자살)
  - 둘째형수 : 뮤리엘 메리 암스트롱(Muriel Mary Armstrong, 다른 이름은 뮤리엘 조세피네 암스트롱(Muriel Josephine Armstrong), 1871년 ~ 1944년)
  - 셋째형 : 서재창(徐載昌, 1866년 ~ 1884년 12월 13일, 갑신정변으로 사형)
  - 셋째형수 : 안동 김씨
- 서모 : 이름 미상
  - 이복 형 : 서재형(徐載衡, 1851년 ~ 1884년 12월 13일, 갑신정변으로 처형)
- 본인 : 서재우 前 충청도 면천군 군수(임기 : 1899년 1월 31일 ~ 1904년)
- 부인 : 안동 권씨(1866년 ~ 1920년 9월 19일)
  - 장남 : 서호석(徐灝錫, 1897년 10월 22일 ~ 1950년 9월 15일, 아명(兒名)은 서태석(徐台錫).)
  - 며느리 : 한산 이씨(1896년 ~ 1912년 5월 10일), 이용구(李用九)의 딸
  - 며느리 : 경주 김씨 학현(金學賢, 1900년 11월 11일 ~ 1924년 2월 29일), 김경식(金慶植)의 딸
    - 손자 : 서중원(徐重源, 1920년 5월 25일 ~ 1950년 9월 15일)
    - 손자며느리: 한산 이씨 행원(李行遠, 1922년 3월 7일 ~ 2006년 12월 18일)
      - 증손녀 : 서동임(徐東姙, 1945년 7월 31일 ~ , 前대구서씨중앙종친회 이사)
      - 증손녀사위 : 이철우(李哲雨, 1943년 4월 21일 ~ , 前롯데쇼핑(주) 대표이사 사장, 경영학 박사, 국민훈장 동백장, 前서강대 경영학과 초빙교수)
      - 증손녀 : 서동숙(徐東淑, 1951년 6월 6일 ~ , 교육자, 前경기도 안양초등학교 교감)
      - 증손녀사위 : 이상구(李相九, 1944년 3월 11일 ~ , 교육자, 前경기도 안양중학교 교장, 근정포장 수훈)

  - 장녀 : 서형석(徐亨錫)
  - 사위 : 권 온(權 溫, 안동 권씨)
    - 외손자 : 권윤상(權㽙相)
    - 외손자며느리 : 이계숙(李結淑)
      - 외증손자 : 권희재
      - 외증손자 : 권희철
      - 외증손자 : 권희방
      - 외증손녀 : 권희경
      - 외증손녀 : 권희정

  - 차녀 : 서정석(徐貞錫, 1900년 ~ 2002년)
  - 사위 : 조용벽(趙容壁, 1991년 ~ 1946년, 임천 조씨)
    - 외손녀 : 조순규(趙順圭, 1932년 ~, 의사)
    - 외손녀사위 : 정용두(鄭鏞斗, 1928년 ~ 2015년, 전 장안대학교 교수, 신학박사)
      - 증외손자 : 정준호(정준호, 1962년 ~ )
      - 증외손녀 : 정은미(정은경, 1963년 ~ )

    - 외손자 : 조천규(趙天圭, 1937년 ~ 2020년, 법조인)
    - 외손자며느리 : 정태희(鄭太熙, 1941년 ~, 온양정씨)
      - 증외손자 : 조진서(趙鎭緖, 1970년 ~, 연세대학교 경제학과 교수, 경제학박사)
      - 증외손녀 : 조진희(趙鎭希, 1973년 ~)

## 서재우를 다룬 작품

### TV 드라마
- 《대원군》(MBC 문화방송 TV 드라마, 1990년) - (배우: 김찬우)

## 같이 보기
- 갑신정변
- 서재필
- 서재창
- 서영석
- 서광범
- 서종제
- 서용보
- 홍영식
- 박영효